# Ptilinop de les Sula
El ptilinop de les Sula (Ramphiculus mangoliensis) és una espècie d'ocell de la família dels colúmbids (Columbidae) que habita els boscos de les illes Sula.